# Décès en octobre 2008
Décès
- 2004
- 2005
- 2006
- 2007
- 2008
- 2009
- 2010
- 2011
- 2012

Pour une information complémentaire, voir la page d'aide.

## Octobre 2008
| Date        | Nom                             | Activités | Âge      | Source |
| ----------- | ------------------------------- | --- | -------- | ------ |
| 1er octobre | Robert Arthur                   | Acteur américain.                                                                                                | 83       |        |
| 1er octobre | André Campo                     | Footballeur français.                                                                                            | 85       |        |
| 1er octobre | Robert Couturier                | Sculpteur français.                                                                                              | 103      |        |
| 1er octobre | Boris Efimov                    | Caricaturiste russe.                                                                                             | 108      |        |
| 2 octobre   | Henri Bartoli                   | Économiste français.                                                                                             | 90       |        |
| 2 octobre   | Dominique Frémy                 | Encyclopédiste français. Créateur du Quid.                                                                       | 77       |        |
| 2 octobre   | Choi Jin-Sil                    | Actrice sud-coréenne.                                                                                            | 39       |        |
| 3 octobre   | André Bellec                    | Chanteur français. Doyen du quatuor vocal Les Frères Jacques.                                                    | 94       |        |
| 3 octobre   | Jean Foyer                      | Homme politique français. Ancien garde des Sceaux.                                                               | 87       |        |
| 4 octobre   | Levi Kereama                    | Chanteur australien. Participant à l'émission Australian Idol en 2003.                                           | 27       |        |
| 4 octobre   | Iba N'Diaye                     | Peintre franco-sénégalais.                                                                                       | 80       |        |
| 5 octobre   | Leopoldo Elia (en)              | Juriste et homme politique italien. Ministre du gouvernement Ciampi en 1993-1994.                                | 82       |        |
| 5 octobre   | Ken Ogata                       | Acteur japonais.                                                                                                 | 71       |        |
| 6 octobre   | Paavo Haavikko                  | Écrivain finlandais. Lauréat du Neustadt International Prize for Literature en 1984.                             | 77       |        |
| 8 octobre   | Gotzon Garate                   | Philologue et écrivain espagnol de langue basque.                                                                | 74       |        |
| 8 octobre   | George Emil Palade              | Médecin et biologiste américain d'origine roumaine. Prix Nobel de physiologie ou médecine en 1974.               | 95       |        |
| 9 octobre   | Gidget Gein                     | Musicien américain. Bassiste de Marilyn Manson jusqu'en 1993.                                                    | 39       |        |
| 9 octobre   | Miloud Labied                   | Peintre marocain                                                                                                 | 68 ou 69 |        |
| 10 octobre  | Javad Nurbakhsh                 | Leader spirituel iranien. Maître de la confrérie soufie nématollahi.                                             | 81       |        |
| 10 octobre  | Alexei Prokourorov              | Fondeur russe. Médaillé d'or du ski de fond 30 km aux Jeux olympiques d'hiver de 1988.                           | 44       |        |
| 11 octobre  | William Claxton                 | Photographe américain.                                                                                           | 80       |        |
| 11 octobre  | Alton Ellis                     | Chanteur jamaïcain de rocksteady.                                                                                | 64       |        |
| 11 octobre  | Jörg Haider                     | Homme politique autrichien. Fondateur du BZÖ et gouverneur de Carinthie.                                         | 58       |        |
| 11 octobre  | Neal Hefti                      | Compositeur américain.                                                                                           | 85       |        |
| 11 octobre  | Kléber Loustau                  | Homme politique français. Secrétaire d'État au sein du gouvernement Maurice Bourgès-Maunoury en 1957.            | 93       |        |
| 12 octobre  | Cléophas Kamitatu               | Homme politique congolais.                                                                                       | 77       |        |
| 12 octobre  | Léo Major                       | Militaire québécois.                                                                                             | 87       |        |
| 13 octobre  | Salim                           | Peintre indonésien.                                                                                              | 100      |        |
| 13 octobre  | Alexei Cherepanov               | Joueur de hockey sur glace russe.                                                                                | 19       |        |
| 13 octobre  | Guillaume Depardieu             | Acteur français.                                                                                                 | 37       |        |
| 13 octobre  | Marta Pan                       | Sculptrice française d'origine hongroise.                                                                        | 85       |        |
| 13 octobre  | Françoise Seigner               | Actrice française.                                                                                               | 80       |        |
| 13 octobre  | Antonio José González Zumárraga | Cardinal équatorien.                                                                                             | 83       |        |
| 14 octobre  | Barrington J. Bayley            | Écrivain britannique de science-fiction.                                                                         | 71       |        |
| 14 octobre  | Pat Moss-Carlsson               | Pilote de rallye britannique. Sœur de Stirling Moss.                                                             | 73       |        |
| 15 octobre  | Edie Adams                      | Chanteuse et actrice américaine.                                                                                 | 81       |        |
| 15 octobre  | Nathan Davis                    | Acteur américain.                                                                                                | 91       |        |
| 15 octobre  | Eddie Thompson (en)             | Entrepreneur britannique. Président du club écossais de football Dundee United FC.                               | 68       |        |
| 15 octobre  | Wang Yung-ching (en)            | Entrepreneur taïwanais. Fondateur de Formosa Plastics Inc. (en).                                                 | 92       |        |
| 17 octobre  | Levi Stubbs                     | Chanteur américain. Membre des Four Tops.                                                                        | 72       |        |
| 17 octobre  | Nick Weatherspoon               | Joueur américain de basket-ball.                                                                                 | 58       |        |
| 17 octobre  | Ben Weider                      | Entrepreneur et historien canadien. Fondateur de l'International Federation of BodyBuilders.                     | 84       |        |
| 18 octobre  | Maurice Bernardet               | Journaliste français. Ancien chroniqueur hippique sur RTL.                                                       | 87       |        |
| 18 octobre  | Xie Jin                         | Réalisateur et scénariste chinois.                                                                               | 85       |        |
| 19 octobre  | Rudy Ray Moore                  | Humoriste, musicien, chanteur, acteur et producteur de cinéma américain.                                         | 81       |        |
| 19 octobre  | Gianni Raimondi                 | Ténor italien.                                                                                                   | 84       |        |
| 19 octobre  | Doreen Wilber                   | Tireuse à l'arc américaine. Médaillée d'or aux Jeux olympiques d'été de 1972.                                    | 78       |        |
| 20 octobre  | Daniel Aguillon (en)            | Boxeur professionnel mexicain.                                                                                   | 24       |        |
| 20 octobre  | Martine Cadieu                  | Écrivain, journaliste, critique musicale française.                                                              | 84       |        |
| 20 octobre  | Jean Clouet                     | Homme politique français. Ancien sénateur (1986-2004) et maire de Vincennes (1971-1996).                         | 87       |        |
| 20 octobre  | François Le Douarec             | Homme politique français. Ancien président du conseil général d'Ille-et-Vilaine (1976-1982).                     | 83       |        |
| 20 octobre  | Sœur Emmanuelle                 | Religieuse et écrivain franco-belge.                                                                             | 99       |        |
| 20 octobre  | Pierre Sancan                   | Pianiste français.                                                                                               | 91       |        |
| 21 octobre  | Guy Breton                      | Écrivain et producteur de télévision français.                                                                   | 89       |        |
| 21 octobre  | Alex Close                      | Coureur cycliste belge.                                                                                          | 86       |        |
| 21 octobre  | Paweł Jocz                      | Sculpteur, peintre et graphiste polonais.                                                                        | 65       |        |
| 22 octobre  | Annick Gendron                  | Peintre française.                                                                                               | 69       |        |
| 22 octobre  | Ernest Kombo                    | Évêque congolais.                                                                                                | 67       |        |
| 23 octobre  | Samba Bah                       | homme politique gambien.                                                                                         | 59       | (en)   |
| 23 octobre  | Yann de L'Écotais               | Journaliste et écrivain français.                                                                                | 67       |        |
| 23 octobre  | Édouard Stako                   | Footballeur français.                                                                                            | 74       |        |
| 24 octobre  | Merl Saunders                   | Musicien américain.                                                                                              | 74       |        |
| 25 octobre  | Yvonig Gicquel                  | Historien et homme politique français.                                                                           | 75       |        |
| 25 octobre  | Federico Luzzi (en)             | Joueur de tennis italien.                                                                                        | 28       |        |
| 25 octobre  | Muslim Magomayev                | Chanteur azerbaïdjanais.                                                                                         | 66       |        |
| 25 octobre  | Anne Pressly (en)               | Journaliste américaine. Présentatrice du bulletin d'information de KATV NBC.                                     | 26       |        |
| 26 octobre  | Delfino Borroni                 | Dernier combattant italien de la Première Guerre mondiale.                                                       | 110      |        |
| 26 octobre  | Tony Hillerman                  | Écrivain américain.                                                                                              | 83       |        |
| 26 octobre  | Michele Piccirillo              | Historien et archéologue italien, franciscain, directeur du musée du Stadium Biblicum Franciscanum de Jérusalem. | 63       |        |
| 27 octobre  | Aisha Ibrahim Duhulow           | Jeune fille lapidée en Somalie.                                                                                  | 13       |        |
| 27 octobre  | Frank Nagai                     | Chanteur japonais.                                                                                               | 76       | (en)   |
| 27 octobre  | Leigh Richardson                | Journaliste et homme politique belizien.                                                                         | 84       | (en)   |
| 28 octobre  | Nicolas Bataille                | Metteur en scène français.                                                                                       | 84       |        |
| 28 octobre  | Dina Cocea                      | actrice de théâtre roumaine                                                                                      | 95       | (en)   |
| 28 octobre  | Pak Song-chol                   | Ancien ministre des affaires étrangères (1959-1970) et premier ministre (1976-1977) de la Corée du Nord.         | 95       |        |
| 29 octobre  | Cor Brom                        | Footballeur puis entraîneur néerlandais.                                                                         | 76       | (en)   |
| 29 octobre  | Habib Draoua                    | Footballeur et entraîneur algérien.                                                                              | 94       |        |
| 29 octobre  | Mae Mercer (en)                 | Comédienne et chanteuse américaine.                                                                              | 76       |        |
| 29 octobre  | William Wharton                 | Écrivain américain.                                                                                              | 82       |        |
| 30 octobre  | Pedro Pompilio (en)             | Président du club de football argentin de Boca Juniors depuis 2007.                                              | 55       |        |
| 30 octobre  | Didier Sinclair                 | DJ, homme de radio, et producteur français.                                                                      | 43       |        |
| 31 octobre  | Studs Terkel                    | Écrivain américain, célèbre aux États-Unis comme journaliste de radio.                                           | 96       |        |